# Békaliliom
A békaliliom, tudományos nevén  Hottonia palustris L. a kankalinfélék családjába tartozó védett növény.

## Leírása

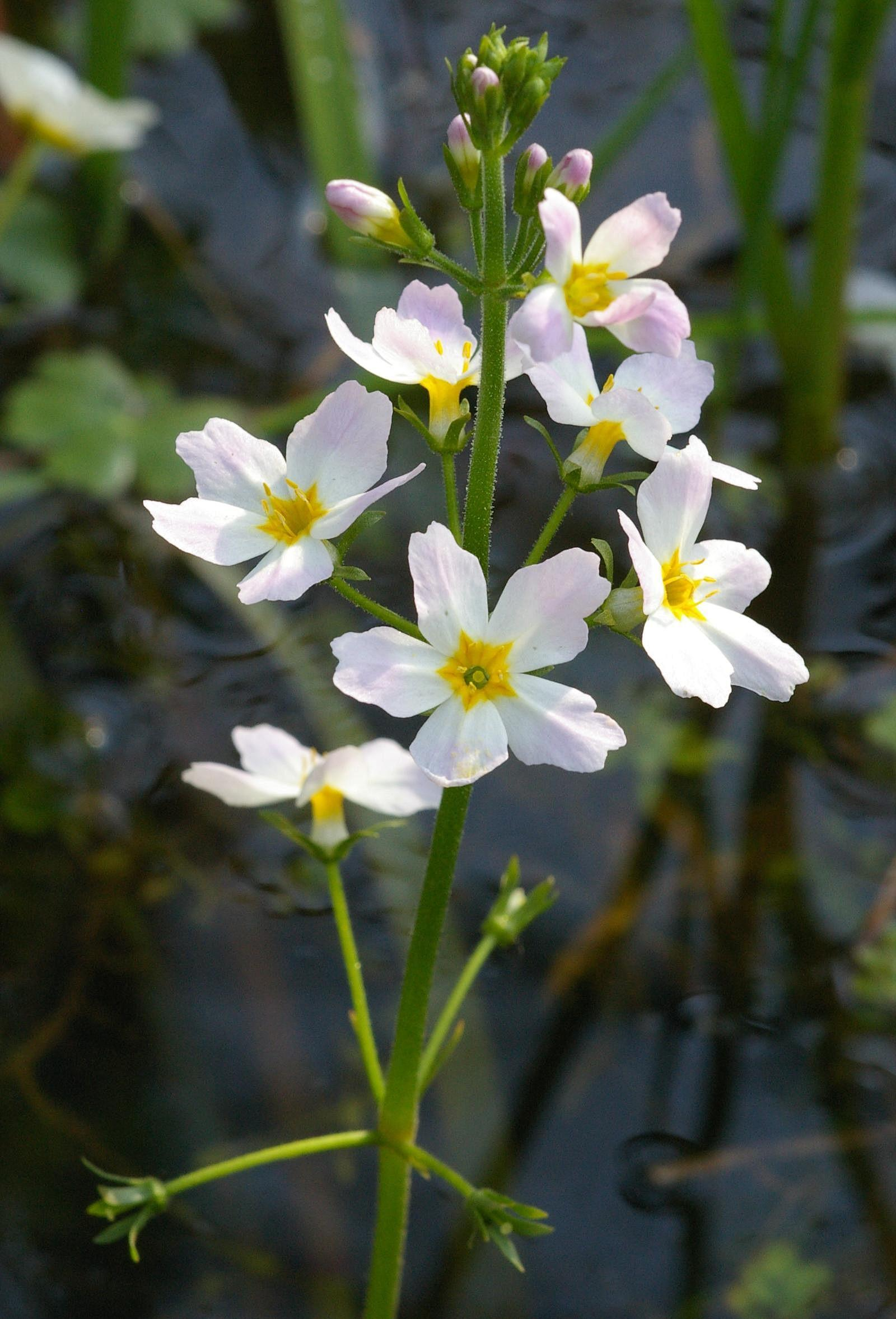
A növény virága

A Pallas nagy lexikona szerint a kankalintól (Primula L.) főleg abban különbözik, hogy vízi növény, s a kelyhe ötmetszetű, nem ötfogú.
20–25 cm hosszú vízben úszó növény, örvös fürtvirágzata emelkedik a víz fölé. Április-májusban virágzik. Levelei örvösen állnak, fésűsen szeldeltek, a szeletek 1 mm-nél keskenyebbek, sallangosak, a szárazföldi alakon szélesek. A csésze 4–6 mm hosszú, cimpái szálasak. A párta rövid csövű, karimája 2-2,5 cm átmérőjű, kékesfehér vagy pirosló, a torka sárga, cimpái 1 cm hosszúak. Termése tok, a terméses kocsány hátragörbülő. 

## Élőhelye

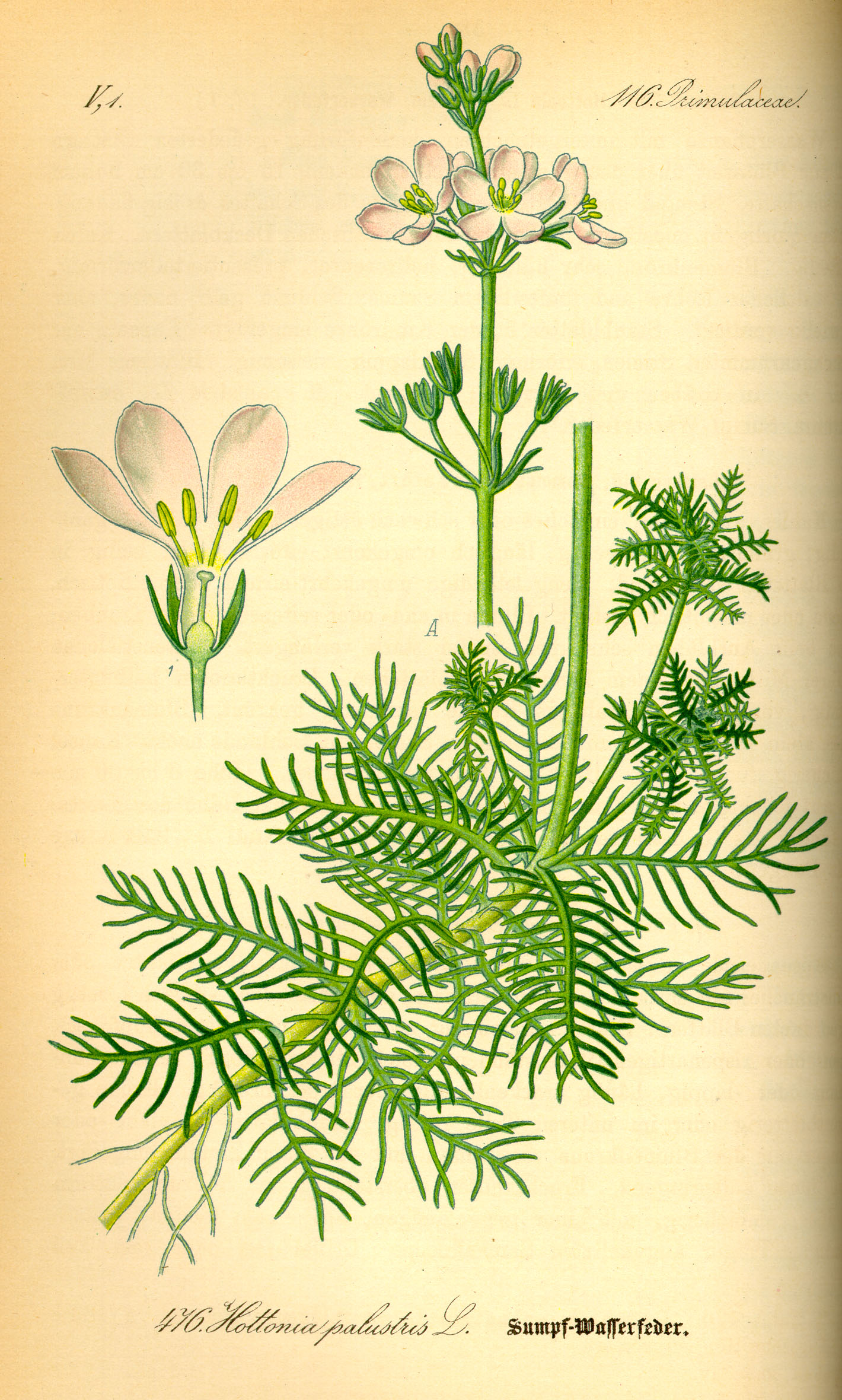
A növény illusztrációs képe

Mészben szegény, álló vagy lassan folyó vizek hínárnövényzetében, láp- és ligeterdőkben. Magyarországon többek közt a Gödöllői-dombság, valamint a Bodrogköz területén él.